# صموئيل وارد
صموئيل وارد (بالإنجليزية: Samuel Ward)‏ (1 يونيو 1906 في المملكة المتحدة - ) هو لاعب كرة قدم بريطاني في مركز قلب الدفاع. لعب مع نادي برينتفورد ونادي غرينوك مورتون.